# Травасош (Фафи)
Травасо́ш (порт. Travassós) — район (фрегезия) в Португалии, входит в округ Брага. Является составной частью муниципалитета Фафи. Находится в составе крупной городской агломерации Большое Минью. По старому административному делению входил в провинцию Минью. Входит в экономико-статистический субрегион Аве, который входит в Северный регион. Население составляет 1621 человек на 2001 год. Занимает площадь 10,19 км².
Покровителем района считается Апостол Фома (порт. Santo Tomé).